# Big Band Hrošči
Big band Hrošči je bil jazzovski orkester iz Marezig.
Big Band Hrošči je bila mlada glasbena zasedba, ki je delovala v okviru Marežganskega mladinskega društva. Njeni začetki segajo v poletje 2003, ko je manjša skupina glasbenikov v želji po ustvarjanju nekoliko drugačne glasbe začela preigravati razne jazz standarde. Od takrat se je skupina počasi širila in dosegla število približno dvajsetih članov. Leta 2005 se je big bandu kot mentor – in zadnje čase vedno bolj tudi kot dirigent – pridružil Karl Glavina, profesor na glasbeni šoli Koper. V tem času je kakovost igranja Hroščev precej narasla, povečalo se je število celovečernih koncertov in nastopov. Skupina si je prizadevala za razvoj big bandovske glasbe na Slovenskem, njihovo vodilo pa je bila misel, da je »življenje prekratko za slabo glasbo«. Vodenje big banda je jeseni leta 2011 prevzel Denis Beganović - Kiki. Skupina se je kasneje preimenovala v "The Bug Orchestra".

## Pomembnejši nastopi
- Koncert ob 50. obletnici Radia Koper - Capodistria, Koper 2003
- Samostojni koncert v parku pred gradom, Lednice (Češka) 2007
- Dobrodelni koncert za prizadete v poplavah na Bohinjskem, Koper 2007
- Nastop na prireditvi »S Koprom v novo leto«, Koper 2007
- Podelitev nagrad naj športnikom MO Koper, Koper 2008
- Slavnostna seja Občinskega sveta MO Koper, Koper 2008
- Nastop na Trieste loves jazz festivalu, Trst (Italija) 2016

## MareziJazz
Člani Big banda in mladinskega društva organizirajo festival big bandov MareziJazz, ki se odvija vsako leto prvi vikend v juliju.